# Dina Ellermann
Dina Ellermann, de son nom de naissance Dina Radha'a (née le 20 décembre 1980 à Bagdad) est une cavalière estonienne de dressage.

## Éducation
Ellermann a un père irakien et une mère estonienne. Elle est diplômée de l'enseignement secondaire de la 21e école de Tallinn en 2000 et en 2005 de l'université de Tallinn, avec une spécialisation en gestion des loisirs.

## Carrière
Elle commence à s'entraîner aux sports équestres à 12 ans.
Ellermann prend part à sa première épreuve internationale en 2006 et est membre de l'équipe nationale d'Estonie depuis 2008. Elle est championne nationale d'Estonie à 10 reprises (2012-2020 et 2022) et championne interne d'Estonie à 6 reprises (2008, 2016-2020).
Elle participe aux Jeux équestres mondiaux de 2014 à Caen, où elle est 77e de l'épreuve individuelle.
Elle participe trois fois aux Championnats d'Europe en 2015, 2017 et 2019.
Elle est le premier cavalier estonien à se qualifier pour les Jeux Olympiques, pour les Jeux olympiques d'été de 2020 à Tokyo, sur invitation après le refus de la Biélorussie et de la Slovaquie, où elle est porte-drapeau féminin lors de la cérémonie d'ouverture. Elle termine 49e de l'épreuve individuelle.